# Херман Маас
Херман Маас (на немски: Hermann Maaß) е германски политик и борец от съпротивата, участвал в опита за убийство на фюрера Адолф Хитлер от 20 юли 1944 г.

## Биография
Маас е роден в Бромберг, провинция Позен (днес Бидгошч, Полша), а през 1918 г. е ранен при газова атака. След войната следва философия, психология и социология в Университета „Фридрих-Вилхелм“ в Берлин и института по политически науки.
Маас работи като генерален мениджър на Райхския комитет на германските младежки асоциации. След като нацистите взимат властта през 1933 г., той губи тази позиция, защото всички младежки организации са принудени да се съобразят с партийната линия. Маас става близък сътрудник на Вилхелм Льойшнер, бившият министър на вътрешните работи на Хесен.
Маас напуска преподавателската си позиция в Харвардския университет, за да продължи борбата срещу националсоциализма в рамките на Германия. Той организира съпротива сред бившите синдикалисти и има близък контакт с Крайсауския кръг на Хелмут Джеймс фон Молтке. През есента на 1943 г. Маас се среща с Клаус фон Щауфенберг в дома си.
След неуспеха на опита на Щауфенберг да убие Хитлер, Маас е арестуван на 8 август 1944 г. и затворен в концентрационния лагер Равенсбрюк. Той е обвинен и осъден на смърт на 20 октомври 1944 г., а екзекуцията му е същия ден в 19:40 ч. в затвора Пльоцензе.
Неговата 43-годишна съпруга умира от пневмония 5 седмици след смъртта му, оставяйки 6 малолетни деца.